# 31458 Делроссо
31458 Делроссо (31458 Delrosso) — астероїд головного поясу, відкритий 15 лютого 1999 року.
Тіссеранів параметр щодо Юпітера — 3,364.